# Gymnoscelis rufifasciata
Gymnoscelis rufifasciata és una espècie de lepidòpter ditrisi de la família dels geomètrids (Geometridae). Es troba àmpliament distribuïda, i les seves espècies més comunes es troben en la regió Paleàrtica, el Pròxim Orient i el nord d'Àfrica.

## Característiques
Aquesta és una espècie variable però sempre fàcil reconèixer a causa de dues bandes fosques al llarg de les ales anteriors. Les ales posteriors són de color gris pàl·lid amb franges més fosques i un punt discal negre petit. L'envergadura de les ales és de 15 a 19 mil·límetres.

## Història natural
Produeixen dos, de vegades tres, postes anuals i els adults volen d'abril i maig (de vegades abans), i durant juliol i agost, i de vegades entrat ja en la tardor. Volen de nit i les atreu la llum.
Les larves s'alimenten en les flors d'una gran quantitat de plantes (veure la llista de més a baix) i se sap que també alimenten a les larves d'altres Lepidoptera. Aquestes espècies hivernen com a pupa.

## Plantes reconegudes com aliment
- Calluna - Bruguerola
- Citrus
- Clematis
- Cynara - Herbacol
- Cytisus
- Dianthus
- Diospyros
- Epilobium
- Ilex
- Ipomoea - Moniato
- Solanum lycopersicum - Tomàquet
- Malus - Poma
- Olea - Olivera
- Rosa - Rosa
- Rubus
- Senecio
- Sorbus
- Ulex
- Vicia
- Zea - Dacsa